# Middle Winterslow
Middle Winterslow är en by i Wiltshire distrikt i Wiltshire grevskap i England. Byn är belägen 8,8 km 
från Salisbury. Orten har 1 563 invånare (2016).